# 6. arrondissement i Paris
6. arrondissement i Paris er et af Paris' 20 arrondissementer, der placeret på venstre Seinebred. Det kaldes også arrondissement du Luxembourg.

## Geografi

### Bykvarterer
Arrondissementet er delt i fire bykvarterer:
| Kvarter                | Areal (km2) | Del af arr. | Befolkning (1999) | Del af arr. |
| ---------------------- | ----------- | ----------- | ----------------- | ----------- |
| Monnaie                | 0,29        | 13%         | 6.185             | 14%         |
| Odéon                  | 0,72        | 33%         | 8.833             | 20%         |
| Notre-Dame-des-Champs  | 0,86        | 40%         | 24.731            | 55%         |
| Saint-Germain-des-Prés | 0,28        | 13%         | 5.154             | 11%         |

## Demografi
| År   | Befolkning |
| ---- | ---------- |
| 1954 | 88.110     |
| 1962 | 80.320     |
| 1968 | 70.765     |
| 1975 | 56.135     |
| 1982 | 49.184     |
| 1990 | 47.942     |
| 1999 | 44.903     |